# Hucisko (gmina Strawczyn)
Hucisko – wieś w Polsce położona w województwie świętokrzyskim, w powiecie kieleckim, w gminie Strawczyn.
| SIMC    | Nazwa        | Rodzaj    |
| ------- | ------------ | --------- |
| 0273382 | Kruszyna     | część wsi |
| 0273399 | Lipowa Górka | część wsi |
| 0273407 | Pod Górą     | część wsi |

W latach 1975–1998 miejscowość należała administracyjnie do województwa kieleckiego.
Przez wieś przechodzi  zielona trasa rowerowa do Strawczyna. Skrajem wsi przechodzi  Główny Szlak Świętokrzyski im. Edmunda Massalskiego z Gołoszyc do Kuźniaków.